# Grammicomyia vittipennis
Grammicomyia vittipennis är en tvåvingeart som beskrevs av Meijere 1911. Grammicomyia vittipennis ingår i släktet Grammicomyia och familjen skridflugor. Inga underarter finns listade i Catalogue of Life.